# Jordanoleiopus flavescens
Jordanoleiopus flavescens es una especie de escarabajo longicornio del género Jordanoleiopus, tribu Acanthocinini, familia Cerambycidae. Fue descrita científicamente por Breuning en 1955.

## Distribución
Se distribuye por Camerún, Gabón y República del Congo.

## Descripción
La especie mide 4,5 milímetros de longitud. El período de vuelo ocurre en el mes de octubre.